# Réserve de Varzouga
La réserve de Varzouga (en russe : Варзугский заказник, Varzougsky zakaznik) est une zakaznik dans l'oblast de Mourmansk, crée en 1982 afin de protéger les populations des aquifères de la rivière Varzouga et de ses affluents.

## Patrimoine naturel
La flore compte plus de 380 espèces, qui sont caractéristiques de la taïga septentrionale. Les forêts sont remplies d'épicéas et de pins. Quant à la faune aquatique, les rivières abritent des frayères pour les truites, ombres et autres corégones. 